# سیاکا کولیبالی
سیاکا کولیبالی (انگلیسی: Siaka Coulibaly؛ زادهٔ ۱۰ مارس ۱۹۷۲) بازیکن فوتبال اهل بورکینافاسو بود.
وی همچنین در تیم ملی فوتبال بورکینافاسو بازی کرده است.